# Catherine Repond
Catherine Repond (também chamada de La Catillon) (Villarvolard, 18 de agosto de 1663 - Freiburg, 15 de setembro de 1731) foi uma das últimas mulheres na Suíça acusada e executada por bruxaria.
A forte midiatização da reabilitação moral de Catillon em Friburgo, despertou grande curiosidade sobre a execução desta mulher. Ela era uma corcunda, pobre, idosa, marginal e sozinha. 